# دیملر مجستیک
دیملر مجستیک (Daimler Majestic) خودرویی است که در سال‌های ۱۹۵۸ تا ۱۹۶۲>۱۴۹۰ producedتولید شده‌است. طول آن در حالت طبیعی ۱۹۶ اینچ (۵٬۰۰۰ میلیمتر)، عرض آن در حالت طبیعی ۷۰٫۵ اینچ (۱٬۷۹۰ میلیمتر)، ارتفاع آن در حالت طبیعی ۶۳ اینچ (۱٬۶۰۰ میلیمتر) و وزن آن در حالت طبیعی ۱٬۹۵۵ کیلوگرم (۴٬۳۱۰ پوند) است. سیستم جعبه‌دندهٔ آن به صورت خودکار است.